# Aleksandr Beliavski
Pour les articles homonymes, voir Alexandre Beliavski (acteur) et Beliavski.
Aleksandr Guenrikhovitch Beliavski (en russe : Александр Генрихович Белявский ; en ukrainien : Олександр Белявський) est un joueur d'échecs slovène né le 17 décembre 1953 à Lviv, en RSS d'Ukraine (URSS). Il joue pour la Slovénie après avoir représenté l'URSS puis l'Ukraine. Champion du monde junior en 1973 et grand maître international depuis 1975, il a remporté quatre fois le championnat d'URSS (en 1974, 1980-1981, 1987 et 1990).
À la fin des années 1970 et au début des années 1980, il était considéré comme un candidat potentiel au titre de champion du monde. Mais l'ascension de Garry Kasparov mit un terme à ses espoirs.
En 1996, il déménagea pour la Slovénie dont il devint résident. Il joue depuis pour ce pays dans les compétitions internationales.
Au 1er janvier 2016, il est le 144e joueur mondial et 1er joueur slovène avec un classement Elo de 2 630 points.

## Carrière

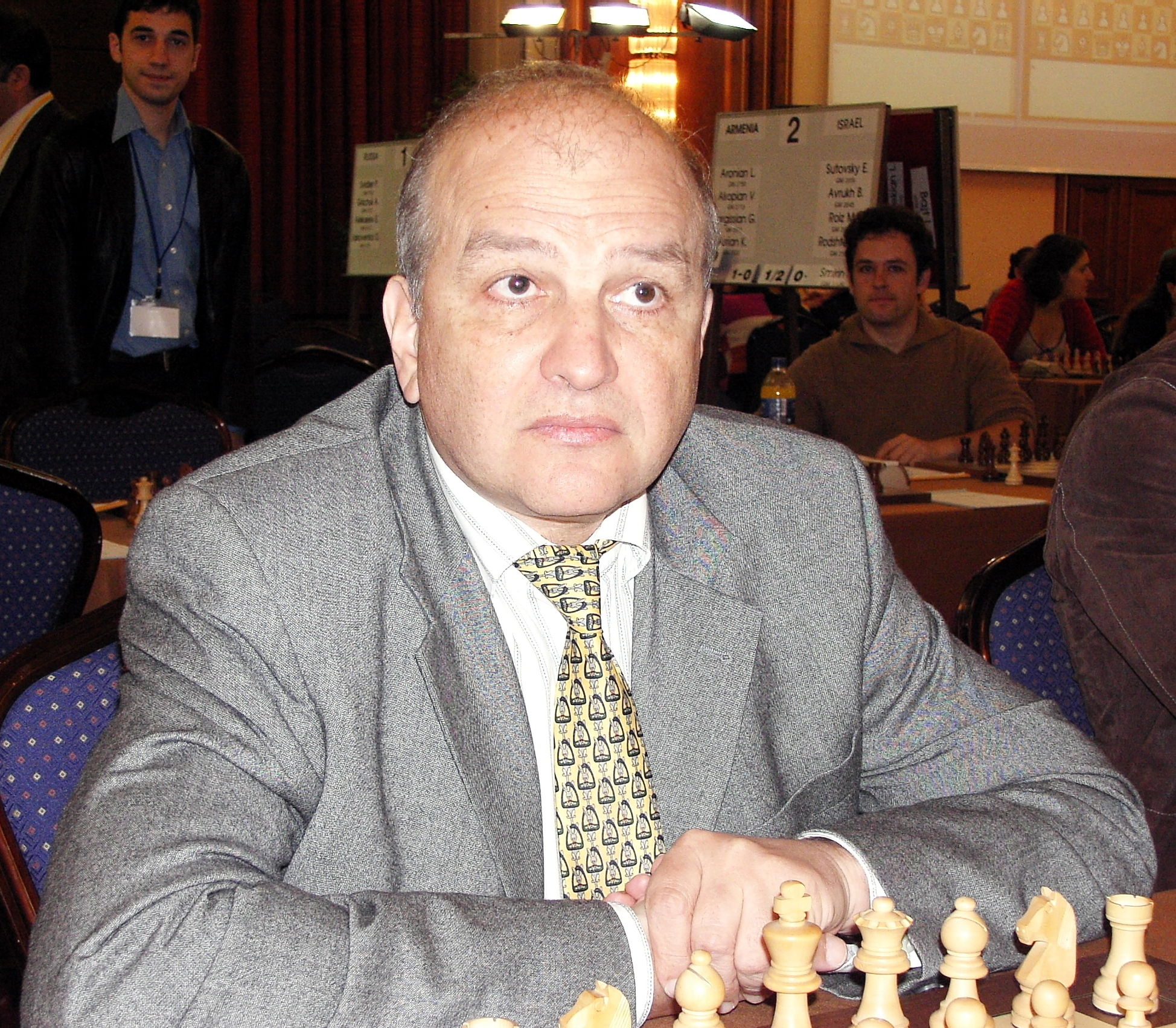
Beliavski en 2007

### Champion du monde junior (1974)
À 14 ans, au début de l'année 1968, Alexandr Beliavski réalise une norme de maître international au tournoi de Vilnius et, un an plus tard, il prend la 3e place du tournoi junior de Groningue (alors qu'il en est le plus jeune participant), devancé par András Adorján et Ljubomir Ljubojević.
En 1973, il prend part au championnat du monde junior qui se dispute à Teesside (en), et remporte le titre. À la fin de la même année, il est sélectionné pour participer au championnat d'URSS.

### Championnats d'URSS
Alexandr Beliavski a remporté le championnat d'échecs d'URSS à quatre reprises, et participé 14 fois à une finale. En 1973, à Moscou, sa première expérience s'achève par une grosse déception : dans l'un des plus forts tournois de l'histoire de cette compétition, probablement le plus fort des années 1960 et 1970[réf. nécessaire], il termine dernier avec +2 -10 =5.
L'année suivante, en 1974, à Leningrad, il prend sa revanche en partageant la 1re place et le titre avec Mikhail Tal (+6 -2 =7).
À Vilnius, en décembre 1980 et janvier 1981, il termine 1er ex æquo et partage le titre avec Lev Psakhis (+6 -2 =9).
En 1987, à Minsk, il finit à nouveau 1er ex æquo avec Valeri Salov (+7 -2 =8), et gagne le titre après un match de départage (+2 =2).
Sa dernière participation a lieu à l'avant-dernier championnat en 1990 à Leningrad, et sa 1re-4e place lui fait partager le titre avec Leonid Youdassine, Evgeni Bareev et Alexeï Vyjmanavine (+5 -1 =7).

### Tournois interzonaux, tournoi et match des candidats

#### 1982 à 1993
Alexandr Beliavski a participé à quatre tournois interzonaux :
En 1982, à sa première apparition à ce niveau, Beliavski se qualifia pour les matchs des candidats en prenant la deuxième place du tournoi interzonal de Moscou (+7 -2 =3). Lors du tournoi des candidats, en 1983, il rencontre Garry Kasparov dès les quarts de finale, et est éliminé (+1 -4 =4).
Lors du tournoi interzonal de Tunis, en 1985, il se classe à nouveau deuxième (+7 -1 =8) et acquiert le droit de disputer le tournoi des candidats suivant. En 1985, l'organisation du cycle prévoyait un tournoi qui qualifierait quatre joueurs pour rejoindre Anatoli Karpov dans les matchs des candidats. Il se tient à Montpellier ; Beliavski termine à la 6e-7e place (+2 -1 =12) et est éliminé.
Par la suite, Beliavski ne réussit plus à se qualifier pour les matchs des candidats. 
À l'interzonal de Szirak, en 1987, quatre places étaient qualificatives et il occupa la cinquième (+7 -2 =8). Il fut donc éliminé de la course au titre.
Lors des cycles suivants, il ne participa pas au tournoi interzonal de Manille en 1990, ni à l'interzonal FIDE de Bienne en 1993.
En 1993, dans le cycle du championnat PCA, il prit la 22e place du tournoi qualificatif de Groningue qui se jouait en système suisse de 54 joueurs.

#### Coupes du monde et championnats du monde FIDE (depuis 1997)
En 1997, à Groningue lors du cycle des matchs FIDE pour déterminer le futur adversaire d'Anatoli Karpov, Beliavski élimina successivement Jan Timman (+1 =1) et Sergueï Roublevski (=2 et +1 =1 en départage) avant de tomber face à Nigel Short (+1 -1 et 0-2 en départage).
En 2004, à Tripoli, toujours dans le cadre de la FIDE, il élimina successivement Alekseï Barsov (=2 et +1 =1 en départage), Mikhaïl Kobalia (=2 et +1 =1 en départage) et Achot Anastassian (+1 =1) avant d'être battu au quatrième tour par Aleksandr Grichtchouk (=2, puis départages : =2 (rapide) et =1 -1 (blitz)).
| Année | Lieu                             | Résultat                            | Ultime adversaire     | Adversaires battus                               |
| ----- | -------------------------------- | ----------------------------------- | --------------------- | ------------------------------------------------ |
| 1997  | Groningue                        | huitième de finale (quatrième tour) | Nigel Short           | Jan Timman, Sergueï Roublevski                   |
| 1999  | Las Vegas (championnat du monde) | troisième tour                      | Nigel Short           | Hicham Hamdouchi                                 |
| 2000  | New Delhi (championnat du monde) | troisième tour                      | Bartłomiej Macieja    | Aleksandr Galkine                                |
| 2001  | Moscou (championnat du monde)    | deuxième tour                       | Aleksander Delchev    | Pentala Harikrishna                              |
| 2002  | Hyderabad (coupe du monde)       | demi-finaliste                      | Rustam Qosimjonov     | Sergueï Roublevski                               |
| 2004  | Tripoli (championnat du monde)   | huitième de finale (quatrième tour) | Aleksandr Grichtchouk | Alexeï Barsov, Mikhaïl Kobalia Achot Anastassian |
| 2005  | Khanty-Mansiïsk (coupe du monde) | premier tour                        | Baadur Jobava         |                                                  |
| 2013  | Tromsø (coupe du monde)          | premier tour                        | Yu Yangyi             |                                                  |

### Victoires dans les tournois internationaux
Son premier grand succès en tournoi international eut lieu au tournoi de Tilburg, en 1981, où il conquit la première place en devançant Tigran Petrossian, Lajos Portisch, Jan Timman, Ljubomir Ljubojević, Ulf Andersson, Garry Kasparov, Boris Spassky, Bent Larsen et Robert Hübner.
Dans les années 1980, il remporta : 
- Baden (Autriche) 1980,
- Tachkent 1980,
- le tournoi de Tilburg 1981 et 1986
- Sarajevo (tournoi Bosna) 1982
- le tournoi de Wijk aan Zee 1984 (ex æquo avec Viktor Kortchnoi)  ; Beliavski finit deuxième en 1985
- Londres 1985
- Sotchi (mémorial Tchigorine) 1986 (ex æquo avec Gligoric et Vaganian)
- Amsterdam (tournoi OHRA) 1989 et 1990
- Munich 1990

Après 1990, il remporta :
- Belgrade 1993
- León (Espagne) 1994
- Cacak 1996
- Polanica-Zdrój (mémorial Rubinstein) 1996
- le mémorial Milan Vidmar) en  1997, 1999 et 2001 (à  Portoroz), en  2003 (à Terme Zreče), en 2005 (à  Portoroz) ainsi qu'en 2011 (à Ljubljana, également championnat de Slovénie)
- Pula (tournoi zonal) 2000
- Ljubljana 2002

### Compétitions par équipes

#### Olympiades
Comme beaucoup d'autres joueurs de l'ancienne URSS, Beliavski a défendu dans cette épreuve les couleurs de trois pays différents.
Il participe à quatre éditions avec l'URSS qui remporta la médaille d'or à chaque fois :
- 1982 - Lucerne : 4e échiquier (+5 -1 =4) - Médaille de bronze
- 1984 - Thessalonique : 1er échiquier (+7 -1 =2) - Médaille de bronze
- 1988 - Thessalonique : 4e échiquier (+5 -1 =4)
- 1990 - Novi Sad : 3e échiquier (+4 =6)

Après la disparition de l'URSS, il représente l'Ukraine à une occasion :
- 1992 - Manille : 2e échiquier (+3 -2 =7)

De 1996 à 2010, il joue au premier échiquier de l'équipe de Slovénie :
- 1996 - Erevan : +7 =7
- 1998 - Elista : +7 -2 =3
- 2000 - Istanbul : +2 =3
- 2002 - Bled : +5 -4 =3
- 2004 - Calvià : +5 -2 =5
- 2006 - Turin : +5 -2 =3
- 2008 - Dresde : +3 =7
- 2010 - Khanty-Mansiïsk : +1 -4 =4

À partir de 2012, il joue au deuxième échiquier :
- 2012 - Istanbul : +3 -1 =6
- 2014 - Tromso : +5 -2 =3

Puis à nouveau au premier échiquier :
2016 - Bakou : +3 -3 =4

#### Championnats d'Europe par équipes
Comme pour les Olympiades, il a aussi joué sous trois drapeaux différents aux championnats d'Europe par équipes.
Il débute avec l'URSS pour deux éditions où elle remporte la médaille d'or :
- 1983 - Plovdiv : 5e échiquier (+2 -1 =3)
- 1989 - Haïfa : 2e échiquier (+2 -1 =4)

Puis, il joue une fois pour l'Ukraine, qui remporte la médaille d'argent :
- 1992 - Debrecen : 2e échiquier (=7)

Ensuite, il joua au premier échiquier de la Slovénie :
- 1997 - Pula : +3 -2 =3,
- 1999 - Batoumi : +4 -1 =4,
- 2001 - León : +2 -1 =4
- 2003 - Plovdiv : +2 -1 =6,
- 2005 - Göteborg : -2 =6,
- 2007 - Héraklion : +2 -2 =4
- 2009 - Novi Sad : +2 -1 =6,
- 2011 - Porto Carras : +1 =8
- 2015 - Reykjavik : +3 -1 =4

puis au deuxième échiquier de la Slovénie 
- 2017 - Chersónissos : +1 -4

#### Matchs URSS contre le Reste du monde
Il est sélectionné pour le match de Londres en 1984 et joue au 6e échiquier où il est opposé à Yasser Seirawan (+2) et Bent Larsen (+1 =1).
À Madrid, en 1988, il marque 4 sur 8 (+3 -3 =2) contre huit adversaires différents.

#### Autres compétitions par équipes
Championnats du monde par équipes :
Il ne dispute que les deux premières éditions à Lucerne avec l'équipe d'URSS qui l'emporte.
- 1985 - 5e échiquier (+4 -2 =2) - Médaille d'argent
- 1989 - 2e échiquier (+4 =2) - Médaille d'or

Championnats du monde par équipes des étudiants :
Beliavski participe aux trois dernières éditions de cette compétition qui virent la victoire de l'URSS.
- 1974 - Teesside : 3e échiquier (+5 =4)
- 1976 - Caracas : 3e échiquier (+6 =1) - Médaille d'or
- 1977 - Mexico : 4e échiquier (+9 =1) - Médaille d'or

Championnats d'URSS par équipes
Beliavski y participa dans les rangs de l'équipe de la RSS d'Ukraine. Elle remporta la médaille d'or en 1979, 1981 et 1991, d'argent en 1975 et de bronze en 1972.
- 1972 - Moscou : 2e junior (+7 -1 =1) - Médaille d'or
- 1975 - Riga : 1er échiquier (+3 -2 =3)
- 1979 - Moscou : 2e échiquier (+5 -1 =3) - Médaille d'or
- 1981 - Moscou : 1er échiquier (+4 -1 =4) - Médaille de bronze
- 1983 - Moscou : 1er échiquier (+1 -1 =6)
- 1991 - Azov : 1er échiquier (+4 -1 =3) - Médaille d'argent

Tournoi quadrangulaire des Sélections
Il n'y participa qu'une fois pour l'équipe de l'URSS "A" qui remporta la médaille d'or :
- 1981 - Moscou : 6e échiquier (+2 -1 =3)

### Entraîneur et secondant
En marge de son activité de joueur, il assiste, en qualité de secondant, Garry Kasparov, en 1993, durant son match du championnat du monde PCA contre Nigel Short, puis, en 2005, Alexandre Morozevitch durant le championnat du monde FIDE.
En outre, il entraîne le grand maître allemand Arkadij Naiditsch.

## Le style
Il est particulièrement connu pour son style de jeu sans compromis qui a pour conséquence un nombre important de défaites pour un joueur de ce niveau. Il a un répertoire d'ouvertures classiques, parmi lesquelles on peut compter notamment le gambit dame, la partie espagnole et la défense française.

## Deux parties
Alexandre Beliavski - Bent Larsen, tournoi d'échecs de Tilburg, 1981.
1.e4 c6 2.d4 d5 3.Cc3 dxe4 4.Cxe4 Ff5 5.Cg3 Fg6 6.h4 h6 7.Cf3 Cd7 8.h5 Fh7 9.Fd3 Fxd3 10.Dxd3 Cgf6 11.Ff4 e6 12.0-0-0 Fe7 13.Ce5 a5 14.The1 a4 15.Cg6 Cd5 16.Cf5 Ff8 17.Fd6 Tg8 18.c4 Cb4 19.Dh3 fxg6 20.Txe6+ Rf7 21.hxg6+ Rxe6 22.Te1+ Ce5 23.Fxe5 1 - 0
Alexandre Beliavski - Garry Kasparov, Moscou, quart de finale des candidats, 1983.
1.d4 Cf6 2.c4 e6 3.Cc3 Fb4 4.e3 0-0 5.Fd3 c5 6.Cf3 d5 7.0-0 dxc4 8.Fxc4 cxd4 9.exd4 b6 10.De2 Fb7 11.Td1 Fxc3 12.bxc3 Dc7 13.Fd3 Dxc3 14.Fb2 Dc7 15.d5 Fxd5 16.Fxf6 gxf6 17.De3 Rg7 18.Tac1 Cc6 19.Fe4 Dd6 20.Fxd5 exd5 21.Tc4 Dd7 22.Th4 Df5 23.Txd5 Ce5 24.h3 Tfe8 25.Cd4 Dg6 26.Df4 Tad8 27.Cf5+ Rh8 28.Txd8 Txd8 29.De4 Tc8 30.Rh2 Tc4 31.Da8+ Dg8 32.Dxa7 Txh4 33.Cxh4 Dg5 34.Da8+ Rg7 35.De4 h5 36.Cf5+ Rg6 37.Ce7+ Rh6 38.f4 1 - 0